# ماكي هوريكيتا
ماكي هوريكيتا (باليابانية: 堀北 真希) (بالروماجي: Horikita Maki) هي ممثلة يابانية ولدت يوم 6 أكتوبر بكيوسي في طوكيو واسمها الحقيقي هو هارا مارينا بينما ماكي هوريكيتا هو اسم الشهرة فقط.
بدأت ماكي حياتها المهنية في سن ال 14، حيث أدارت مجموعة من البرامج الإذاعية وهو ما أدى بها إلى التعرف إلى توما إيكوتا أحد أشهر الممثلين والمغنين في اليابان والذي قام بأداء رفقة ماكي بأداء مجموعة من الأدوار في عدد من المسلسلات الشهيرة.
وتوالت النجاحات بعد ذلك بيد أن الأدوار التي لعبتها رفقة الممثل والمغني الشهير يامشيتا توموهيسا هي التي كان لها الفضل الكبير في شهرتها خصوصا في دراما كوروساقي ونوبوتا وو بروديوس التي مثل فيها يامابي وغيرها..

## أعمال

### المسلسلات
- أتاشينشي نو دانشي "2006"
- شانس "2009"
- دانسو نو ريجين "2008"
- الحب البريء "2008"
- هانازاكاري نو كيميتاشي إي "2008"
- طوكيو دايكوشو "2008"
- أتسو هيمي "2008"
- كوي نو كارا سواغي "2007"
- غاليليو "2007"
- ديرو توكو ديماشو "2007"
- سيتو شوكون "2007"
- تيبان شوجو أكاني "2006"
- دينشا أوتوكو سايغو نو سيزين "2006"
- دينشا أوتوكو "2005"
- كوروساغي "2006"
- تسوباسا نو أوريتا تينشي تاشي "2006"
- نوبوتا وو بروديس "2005"
- أكيشي كوغورو "2005"
- نينغين نو شوميي "2004"
- كايدان شين ميميبوكورو "2004"
- التقسيم 1 المرحلة 8 : هوكاغو "2004"
- دوبوتسو نو أيشا سان "2003"
- كييتاي ديكا زينيغاتا ماي "2003"
- دينشا "2003"

### الأفلام
- ناكوشيتا كيوكو "2009"
- أركانا "2008"
- طوكيو شونين "2008"
- كوروساغي الفيلم "2008"
- زوكو 3 شومو نو يوشي "2007"
- كويسورو نيشي يوبي واتاشي كويشيتا "2007"
- أرجنتينا هاغ "2007"
- شاكوسين أري فينال «مكالمة ناقصة فينال» ; "2006"
- كيتاي ديكا الفيلم "2006"
- تريك الفيلم 2 "2006"
- هارو نو إيباشو "2006"
- 3 شومي نو يوهي "2005"
- شينكو "2005"
- هينوكيو "2005"
- غياكيو ناين "2005"
- يوغين "2005"
- هيراكاتا "2004"
- سيكاي نو شوشين دي آي أو ساكيبو "2005"
- شيبويا كايدان "2004"
- شيبويا كايدان 2 "2004"
- سيفنث أنيفرسيري "2003"
- كوسميك ريسي "2003"

## روابط خارجية
- ماكي هوريكيتا على موقع IMDb (الإنجليزية)
- ماكي هوريكيتا على موقع ألو سيني (الفرنسية)
- ماكي هوريكيتا على موقع أول موفي (الإنجليزية)
- ماكي هوريكيتا على موقع قاعدة بيانات الفيلم (الإنجليزية)
- ماكي هوريكيتا على موقع كينوبويسك (الروسية)
- ماكي هوريكيتا على موقع ANN person (الإنجليزية)